# Табунов, Олег Владимирович
Олег Владимирович Табунов (18 сентября 1969, Москва) — советский и российский футболист, защитник. Мастер спорта международного класса[уточнить].

## Биография

### Клубная карьера
Воспитанник футбольной школы «Локомотив» (Москва), тренер — Валентин Васильевич Холодов. В 1986 году начал выступать в основном составе железнодорожников в первой лиге, за два сезона принял участие в 18 матчах. В 1988—1989 годах проходил военную службу в армейских футбольных командах, сыграл 14 матчей в первой лиге за московский ЦСКА, также играл за львовский «СКА Карпаты» и московский ЦСКА-2.
В 1990—1991 годах тренировался с московскими «Торпедо» и «Локомотивом», но в заявки на сезон не попадал. В 1992 году был в заявке «Локомотива», но ни разу не вышел на поле. В том же году выступал в одном из низших дивизионов Финляндии за «Рованиемен Лаппи».
Вернувшись в Россию, выступал в чемпионате страны по мини-футболу за московский «КСМ-24».

### Карьера в сборной
Выступал за юношескую сборную СССР 1969 г. р. под руководством Бориса Игнатьева. В 1986 году на чемпионате Европы в Греции стал бронзовым призёром. В 1988 году на чемпионате Европы в Чехословакии стал победителем. Был капитаном сборной и комсоргом.
Выступал за студенческую сборную России по мини-футболу, в её составе в 1994 году стал чемпионом мира.

### Карьера функционера
С 1999 года работал начальником мини-футбольного ЦСКА, в 2004—2012 годах — генеральным директором. В 2014—2015 годах — спортивный директор клуба «Ямал», затем снова работает в ЦСКА.